# Driska
Driska ali diareja pomeni pogosto iztrebljanje tekočega blata. O driski govorimo, ko je iztrebljanj več ali so pogostejša, blato pa je mehko ali tekoče. V blatu se lahko pojavljajo tudi kri, sluz ali gnoj. Drisko lahko povzročijo številne bolezni prebavil (organski vzrok) ali pa gre za posledico motenj črevesne peristaltike (funkcionalni vzrok).
Akutna driska traja do 14 dni. Drisko, ki traja od 14 dni do enega meseca, imenujemo subakutna. O kronični driski govorimo tedaj, ko bolezen traja neprekinjeno več kot štiri tedne.

## Vrste

### Osmotska driska
Gre za nezadosto resorpcijo vode in hranil iz črevesne svetline. Vzrok je bodisi v prizadetosti črevesja bodisi v zaužitju substanc, ki se le stežka absorbirajo.

### Sekrecijska driska
Ta vrsta driske je posledica prekomerne sekrecije oziroma izločanja elektrolitov in vode iz sten prebavil v svetlino. Vzrok je skorajda zmeraj okužba z bakterijskimi toksini (npr. patogeni sevi E. coli). Zelo hudo obliko sekrecijske driske povzroča Vibrio cholerae, ki močno stimulira izločanje anionov, zlasti klorida.

### Driske zaradi motenj v gibljivosti črevesja
Če je gibljivost črevesja prehitra, ni na voljo dovolj časa, da bi se lahko voda in hranila v dovoljšnji meri resorbirala v stene prebavil. Vzrok je lahko na primer vagotomija (prekinitev vagusnega oživčenja).

### Driske zaradi vnetja
Vnetje povzroči poškodbe v sloju sluzi, ki obdaja stene prebavil. Posledica je izgubljanje tekočine, bogate z beljakovinami. Vzrok je lahko okužba z bakterijami, virusi, zajedavci ali pa gre za avtoimuno bolezen.

## Zdravljenje
Pomembno je zlasti nadomeščanje izgubljene tekočine, saj sicer preti dehidracija. Pri driski telo ne izgublja zgolj vode, marveč tudi elektrolite, ki jih je prav tako treba nadomeščati.
Zdravila, ki se uporabljajo zoper drisko, se imenujejo antidiaroiki.